# Txahar Aymak
Txahar aymak o simplement aymak és una confederació tribal de l'Afganistan. El seu nombre podria ser d'un milió de persones si bé manquen les estadístiques. Es creu que la confederació es va formar vers el segle xviii, durant el període dels durrani, amb tribus autòctones del país i amb els hazares mongols oposats als turcmans. La formen quatre tribus: els jamaixidi, els hazares (grup taymuri), els ferozkohi i els taymani.